# Autobús urbà de Barcelona

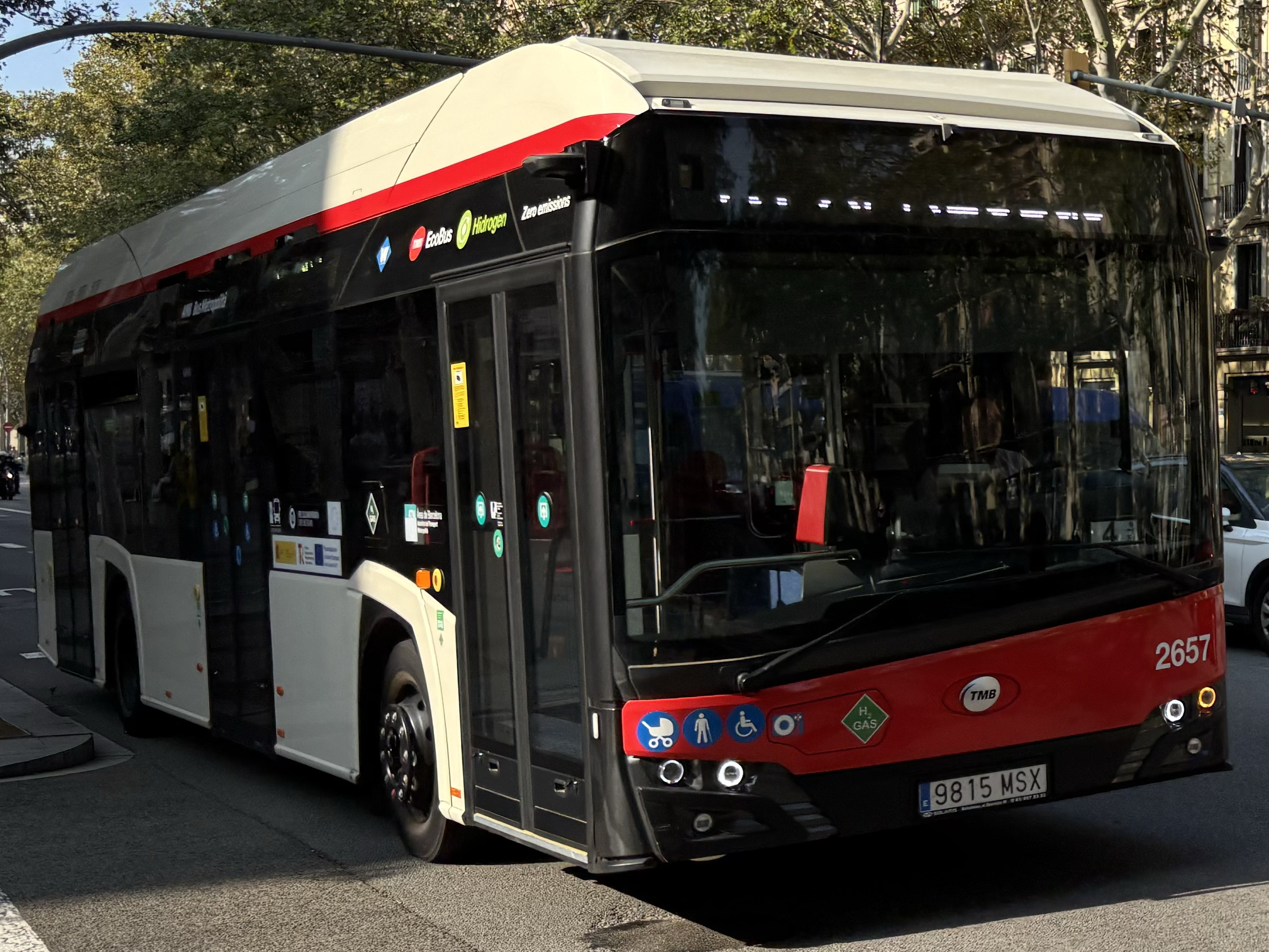
Autobús de la linia X1 circulant per la Gran Via de les Corts Catalanes.

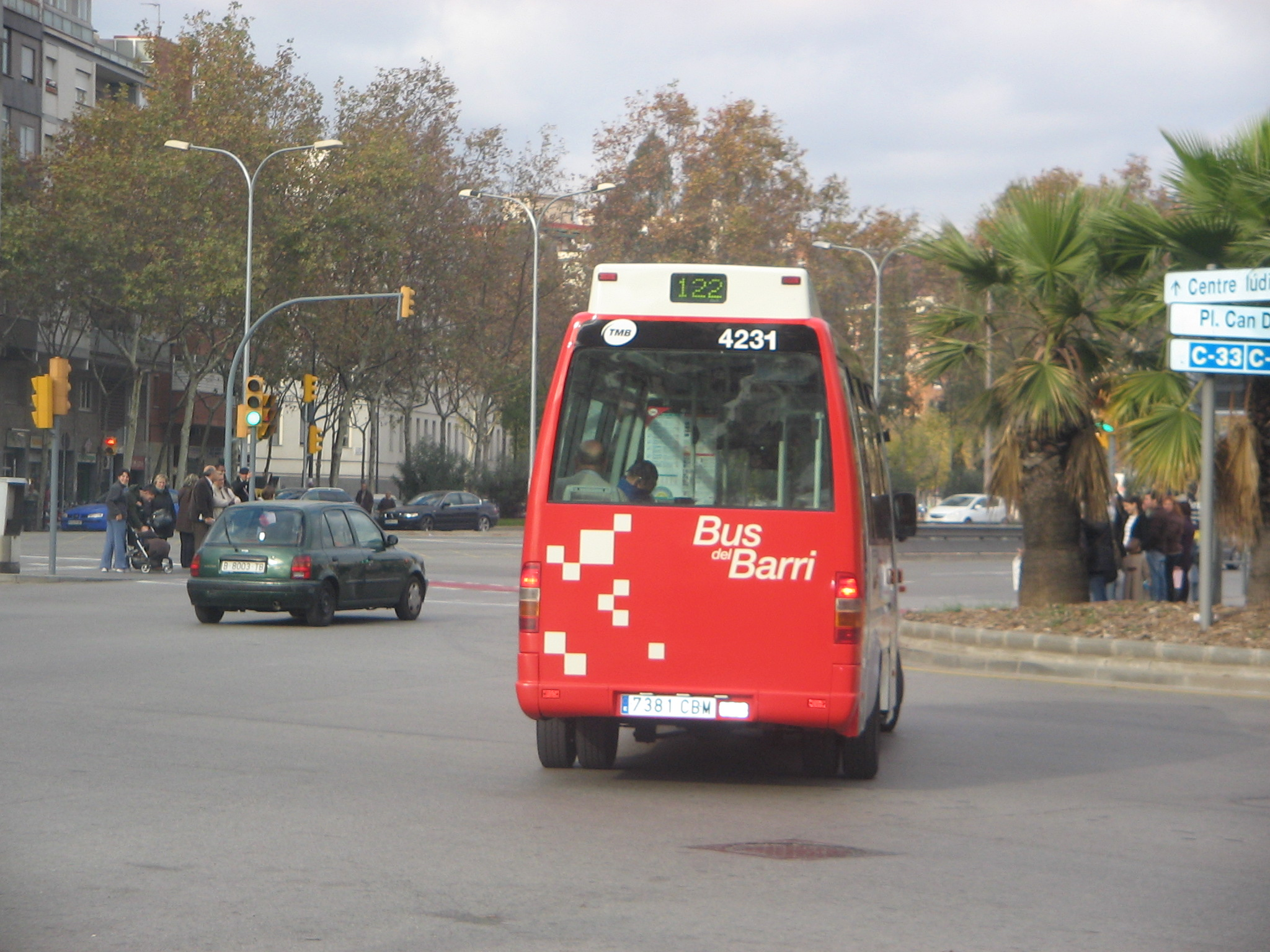
Autobús de la línia 122

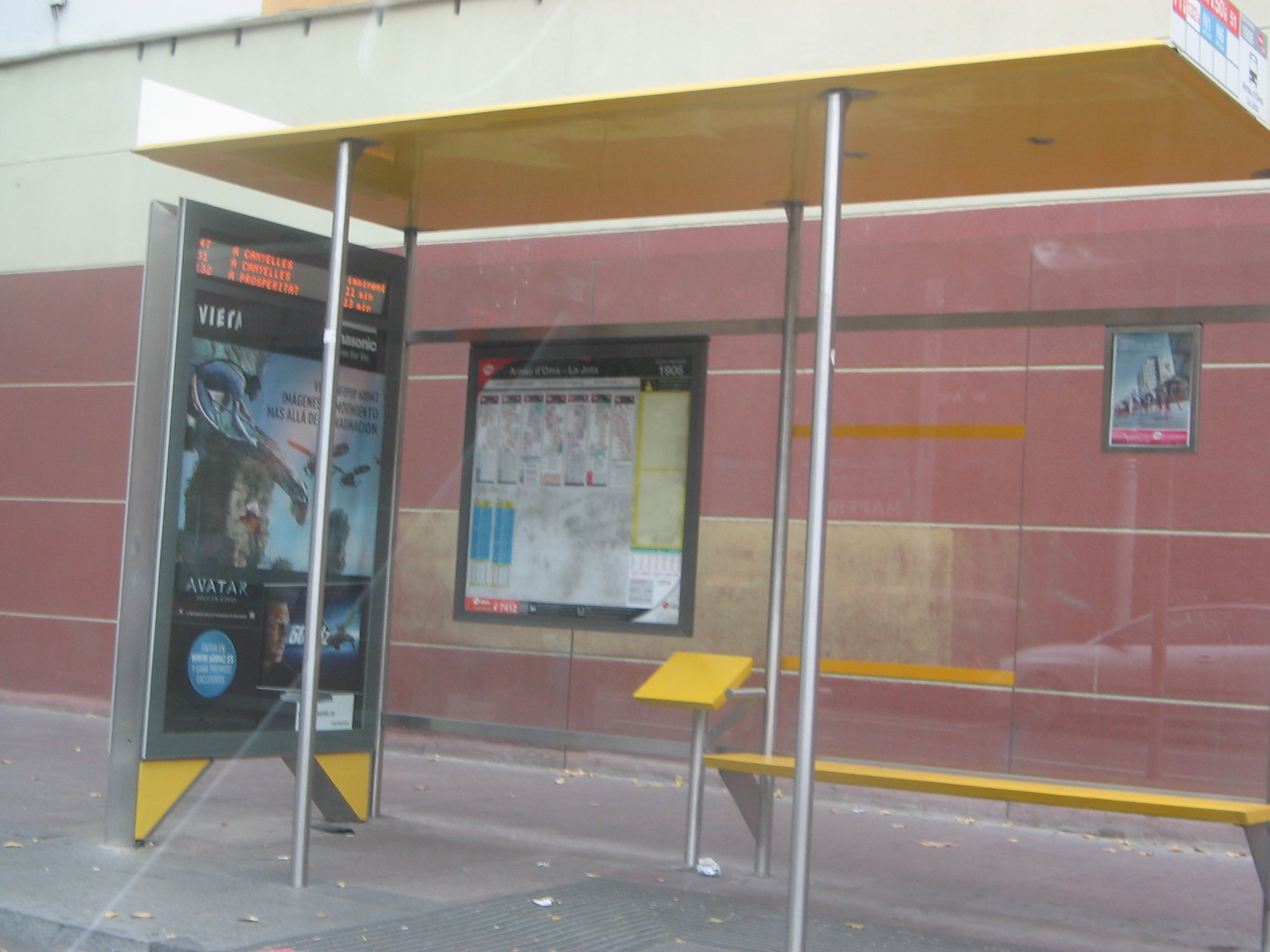
Parada d'autobús

Els autobusos urbans de Barcelona són aquells que circulen per la primera corona del sistema tarifari integral i estan planificats per l'Autoritat del Transport Metropolità (ATM) i l'Ajuntament de Barcelona, entre d'altres. La xarxa d'autobús està composta per línies d'autobús de trànsit ràpid (Xarxa Ortogonal d'Autobusos de Barcelona), per línies convencionals, autobusos llançadora (Tibidabo, Aeroport, etc.) i per les línies de Bus del Barri; operades íntegrament per Transports Metropolitans de Barcelona (TMB) i línies regulars operades per diferents empreses públiques i privades com TMB, TUSGSAL, Mohn, etc.

## Línies d'autobusos

### Nova Xarxa Bus i XPRESBus
| Línies horitzontals (H)                                 | Línies Verticals (V)                               | Línies diagonals (D)             | Línies XPRESBus (X)                        |
| ------------------------------------------------------- | -------------------------------------------------- | -------------------------------- | ------------------------------------------ |
| H2 Av. Esplugues - Trinitat Nova                        | V1 Districte Gran Via l'Hospitalet - Av. Esplugues | D20 Pg. Marítim - Ernest Lluch   | X1 Pl.Francesc Macià - Centre- Pl. Glories |
| H4 Zona Universitària - Bon Pastor                      | V3 Zona Franca - Can Caralleu                      | D40 Pl. Espanya - Via Favència   | X2 Prat Exprés                             |
| H6 Zona Universitària - Fabra i Puig - Onze de setembre | V5 Mare de déu del port - Pedralbes                | D50 Paral·lel - Ciutat Meridiana |                                            |
| H8 Ernest Lluch - Bon Pastor                            | V7 Pl. Espanya - Sarrià                            |                                  |                                            |
| H10 Pl. Sants- Olímpic de Badalona                      | V9 Poble Sec - Sarrià                              |                                  |                                            |
| H12 Gornal - Besòs Verneda                              | V11 Estació Marítima - Bonanova                    |                                  |                                            |
| H14 Paral·lel - Sant Adrià                              | V13 Pl. Catalunya - Av. Tibidabo                   |                                  |                                            |
| H16 Pg. Zona Franca - Fòrum Campus Besòs                | V15 Barceloneta - Av. Tibidabo                     |                                  |                                            |
|                                                         | V17 Port Vell - Vall d'Hebron                      |                                  |                                            |
| V19 Barceloneta - Pl. Alfonso Comín                     |                                                    |                                  |                                            |
| V21 Pg. Marítim - Montbau                               |                                                    |                                  |                                            |
| V23 Nova Icària - Can Marcet                            |                                                    |                                  |                                            |
| V25 Nova Icària - Horta                                 |                                                    |                                  |                                            |
| V27 Pg. Marítim - Canyelles                             |                                                    |                                  |                                            |
| V29 Diagonal Mar - Roquetes                             |                                                    |                                  |                                            |
| V31 Mar Bella - Trinitat Vella                          |                                                    |                                  |                                            |
| V33 Fòrum / Campus Besòs - Santa Coloma                 |                                                    |                                  |                                            |

### Línies convencional d'autobús
| 6 Pg. Manuel Girona - Poblenou       | 59 Poble Nou - Pl. R. M. Cristina      | 104 Fabra i Puig - Cementiri Collserola   |
| 7 Fòrum - Zona Universitària         | 60 Besòs / Verneda - Vall d'Hebron     | 107 Interior Cementiri Montjuïc           |
| 13 Mercat St. Antoni - Parc Montjuïc | 62 Clot - Ciutat Meridiana             | 109 Hospital Clínic - Polígon Zona Franca |
| 19 Pl. Catalunya - Sant Genis        | 63 Pl. Universitat - Sant Joan Despí   | 133 Trinitat Vella - Fabra i Puig         |
| 21 Paral·lel - El Prat               | 65 Pl. Espanya - El Prat               | 134 Roquetes - Fabra i Puig               |
| 22 Pl. Catalunya - El Carmel         | 67 Pl. Catalunya - Cornellà            | 136 Pg. Marítim - Verneda                 |
| 23 Pl. Espanya - Parc Logístic       | 68 Hospital Clínic - Cornellà          | 141 Esquerra de l'Eixample                |
| 24 Pl. Catalunya - El Carmel         | 70 Rambla de Badal - Bonanova          | 150 Pl. Espanya - Castell de Montjuïc     |
| 27 Estació de Sants - Roquetes       | 76 Sant Genís - Ciutat Meridiana       | 155 Can Cuiàs - S. M. Montcada            |
| 33 Zona Universitària - Verneda      | 78 Estació Sants - Sant Joan Despí     | 157 Collblanc - Sant Joan Despí           |
| 34 Pg. Manuel Girona - Virrei Amat   | 79 Pl. Espanya - <M> Carrilet          | 175 Les Corts                             |
| 39 Pl. Urquinaona - Pl. Catalana     | 91 Manso - La Bordeta                  | 182 Pl. Virrei Amat - Torre Baró          |
| 46 Pl. Espanya - Aeroport BCN        | 94 Circular Cornellà 2                 | 183 Barris Zona Nord                      |
| 47 Pg. Marítim - Canyelles           | 95 Circular Cornellà 1                 | 185 <M> Canyelles - Sant Genís            |
| 52 Pl. Catalunya - Collblanc         | 96 <M> La Sagrera - Montcada           | 191 Pl. Congrés - Can Baró                |
| 54 Estació del Nord - Cardenal Reig  | 97 Fabra i Puig - Vallbona             | 192 Hosp. St. Pau - Poblenou              |
| 55 Parc Montjuïc - Pl. Urquinaona    | 102 Pl. Eivissa - Cementiri Collserola | 196 Pl. Kennedy - Bellesguard             |

### Bus del barri
| 111 Tibidabo          | 122 Turó de la Peira            |
| 113 Sant Genís        | 123 Bonanova Alta               |
| 113 La Mercè          | 124 Penitents                   |
| 114 Gràcia - Can Baró | 125 La Marina                   |
| 115 La Bordeta        | 126 Sant Andreu                 |
| 116 La Salut          | 127 Roquetes                    |
| 117 Guinardó          | 128 El Rectoret                 |
| 118 Mas Guimbau       | 129 El Coll                     |
| 119 La Teixonera      | 130 Can Caralleu                |
| 120 Ciutat Vella      | 131 El Putxet                   |
| 121 Poble Sec         | 132 Torre Llobeta – Prosperitat |

### El Meu Bus: El Bus a Demanda
| 135 Montbau - La Vall d'Hebron | 198 El Faró - Galvany |
| 180 Torre Baró Sud             | 199 Torre Baró Nord   |
| 197 Vallbona                   |                       |

## Operadors

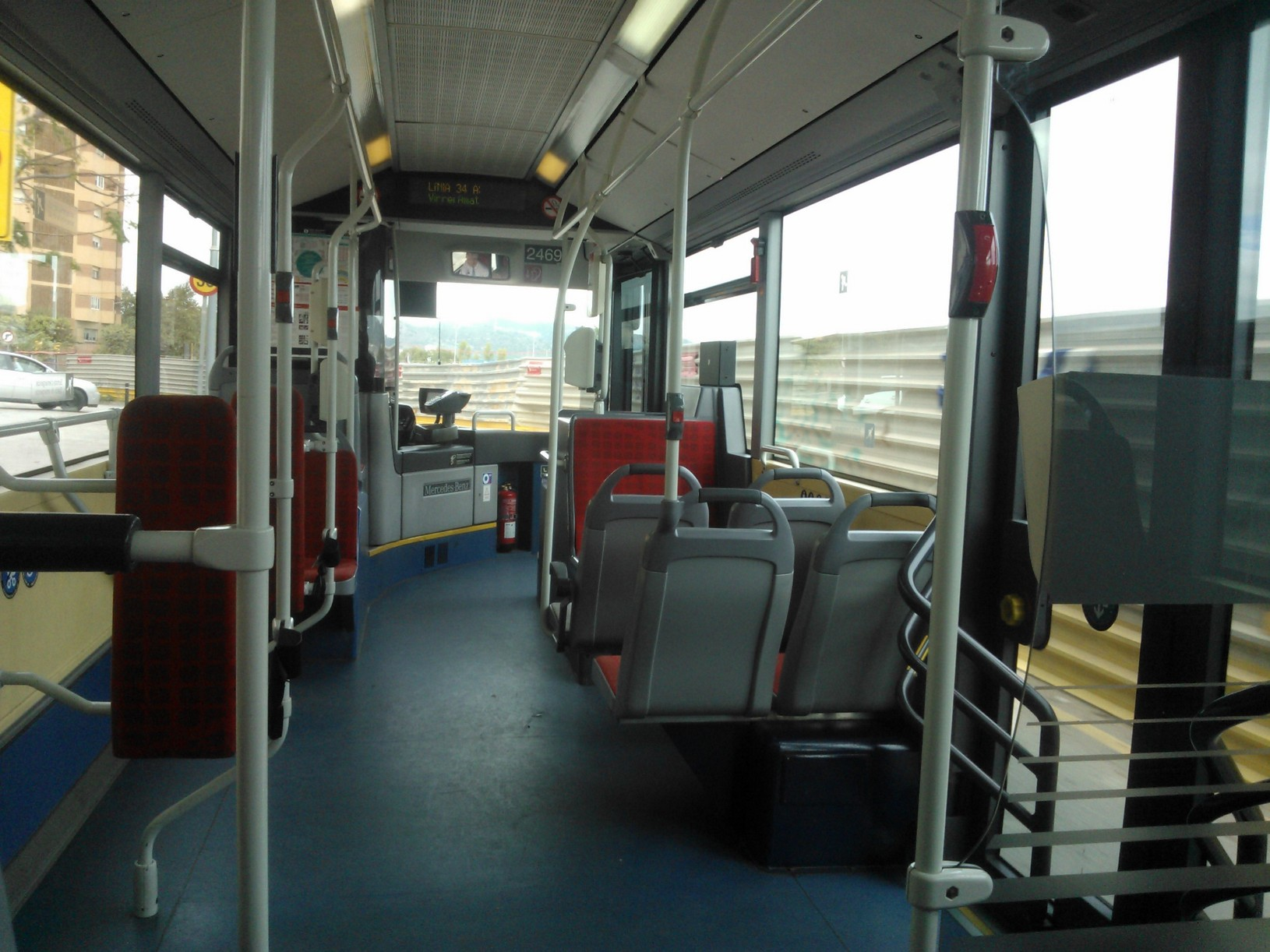
Interior d'un autobús de la línia 34.

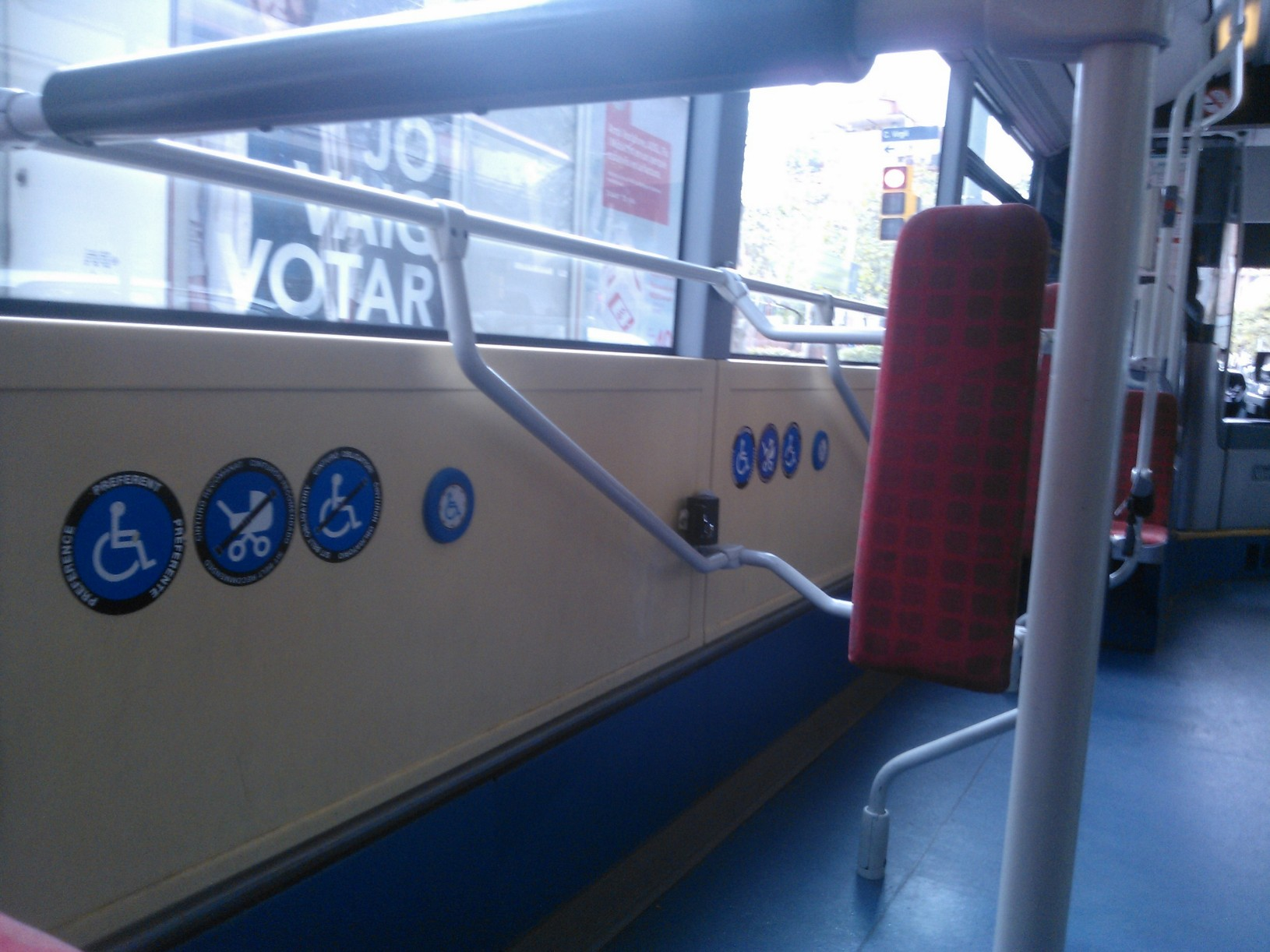
Actualment, tots els autobusos urbans estan adaptats a PMR

### Transports Metropolitans de Barcelona

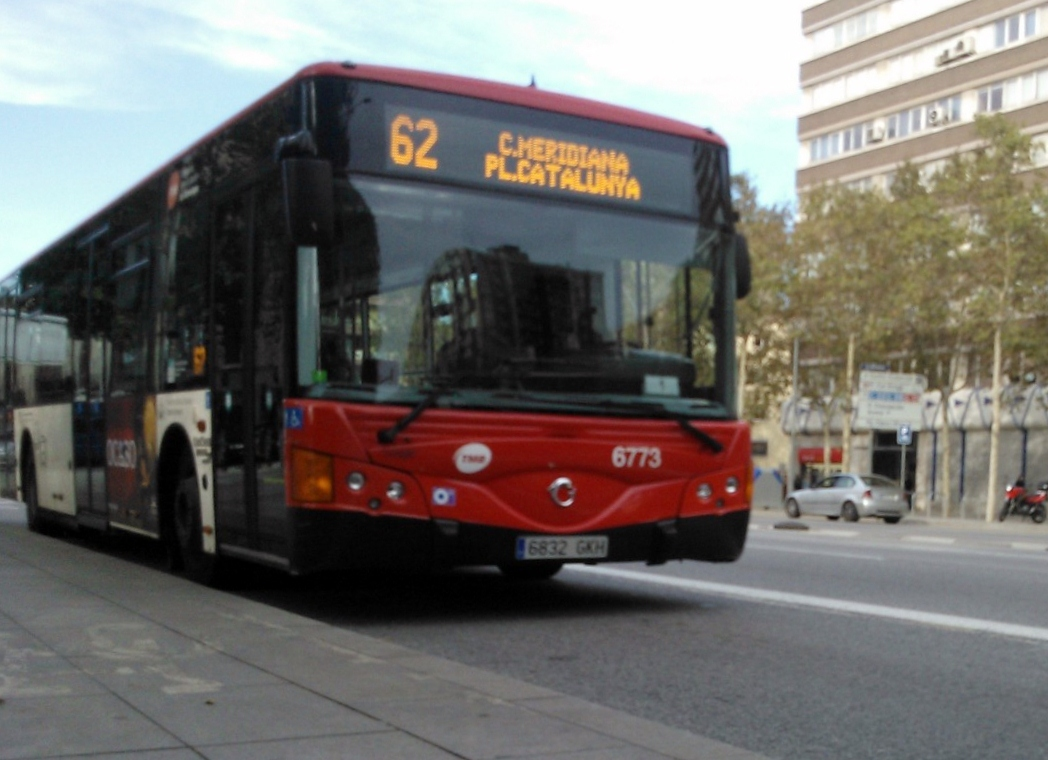
Autobús de la línia 62 operada per TMB

La xarxa d'autobusos operats per Transports Metropolitans de Barcelona (TMB) està composta per 5 línies de trànsit ràpid i 103 línies regulars que sumen en total, 108 línies. Totes les línies estan totalment adaptades a persones amb mobilitat reduïda i informació dins dels autobusos de les properes parades de la línia, i els enllaços amb altres línies i mitjans de transport que disposen en elles. També un gran nombre de parades de la xarxa estan equipades amb pantalles informatives sobre les incidències en el servei i temps d'espera de les circulacions d'autobusos de les diferents línies.
A més, les línies de trànsit ràpid disposen de màquines expenedores de títols de transport en algunes parades i televisors dins de l'autobús que, entre altres informacions, emeten el canal de televisió MouTV i donen a conèixer als usuaris les incidències en el servei.

#### Línies de trànsit ràpid

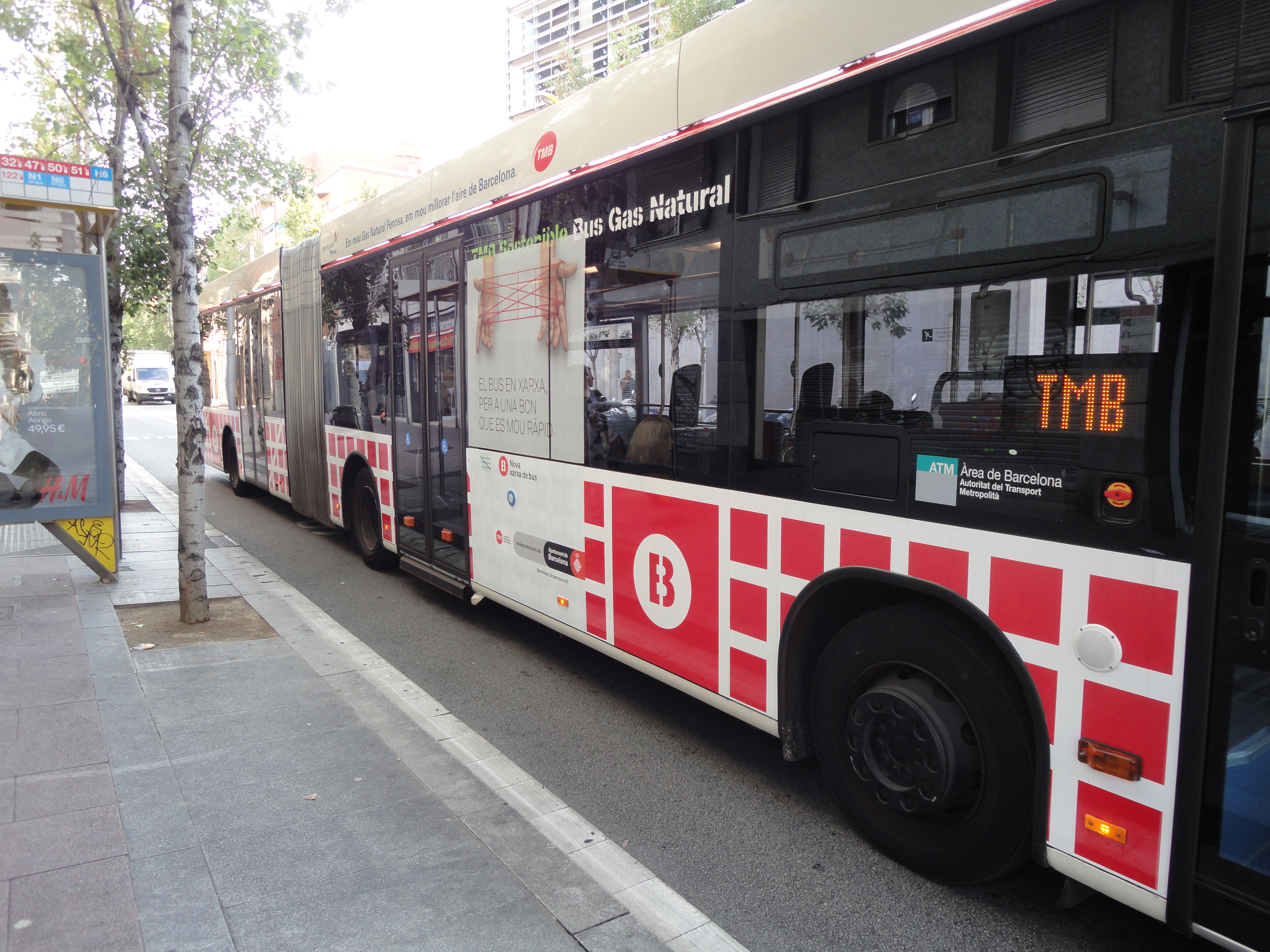
Autobús de la Xarxa Ortogonal d'Autobusos de Barcelona

Per accedir a l'article de la línia, feu clic sobre el número de la línia o en el seu itinerari.

#### Línies regulars

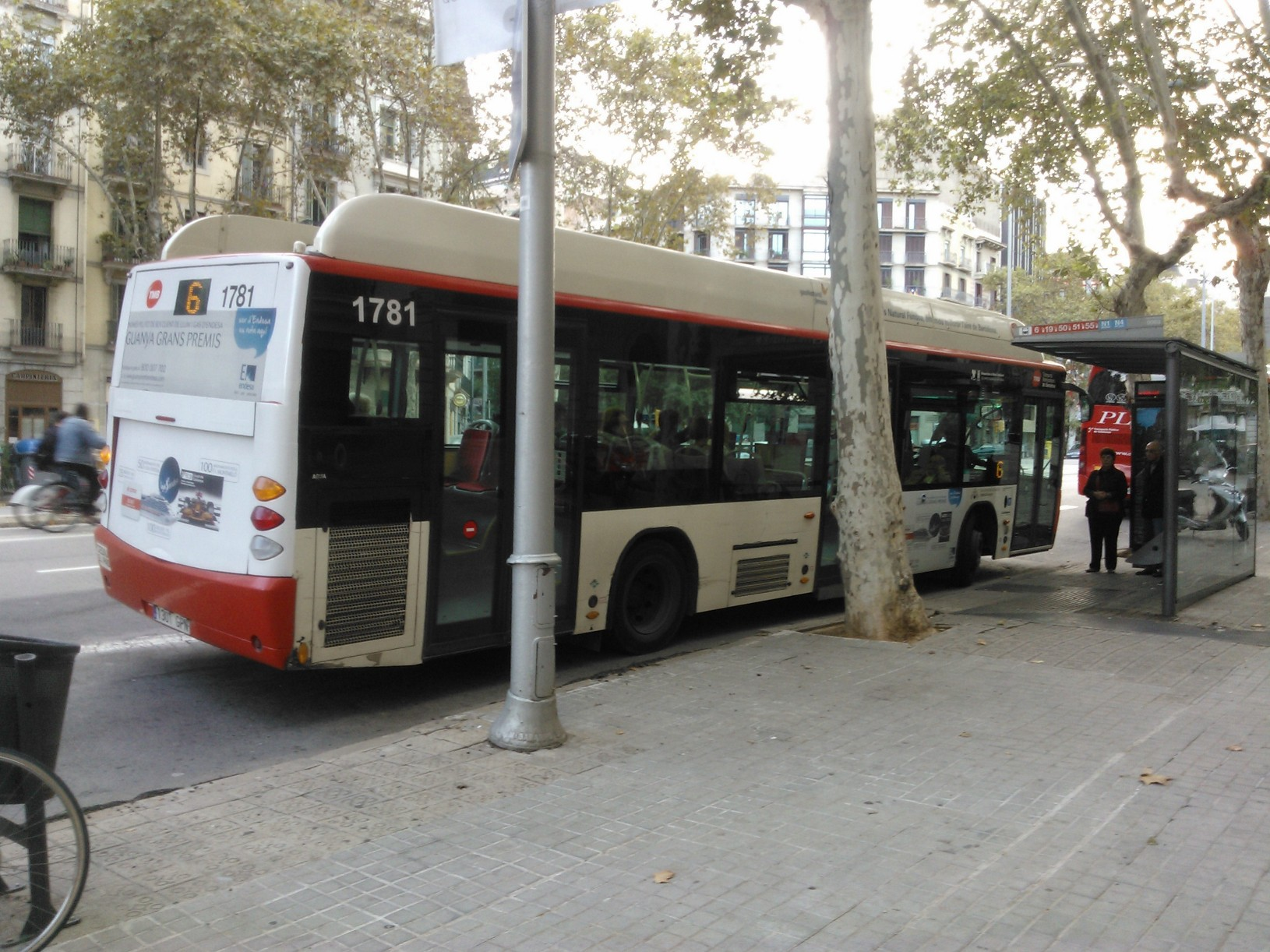
Autobús de la línia 6.

Per accedir a l'article de la línia, feu clic sobre número de la línia o en el seu itinerari.

##### Línies regulars suprimides
| Línia | Origen/Destí                              | Ciutats proveïdes              | Observacions                                                                                |
| ----- | ----------------------------------------- | ------------------------------ | ------------------------------------------------------------------------------------------- |
| 9     | Pl. Catalunya - Pg. Zona Franca           | Barcelona                      | Substituïda per la línia línia H16                                                          |
| 11    | Roquetes - Trinitat Vella                 | Barcelona                      | Substituïda per les línies línia 133 i linia 134                                            |
| 12    | Virrei Amat - Via Favència                | Barcelona                      | Substituïda per la línia línia 132                                                          |
| 14    | Bonanova - Pla de Palau                   | Barcelona                      | Substituïda per la línia V11                                                                |
| 28    | Pl. Catalunya <-> El Carmel               | Barcelona                      | Substituïda per la línia línia V17                                                          |
| 30    | Pl. Espanya <-> Sarrià                    | Barcelona                      | Substituïda per la línia línia V7                                                           |
| 31    | Hospital Clínic <-> Canyelles             | Barcelona                      |                                                                                             |
| 35    | Hospital de Sant <Pau -> Santa Coloma     | Barcelona Santa Coloma         |                                                                                             |
| 43    | Les Corts <-> Sant Adrià                  | Barcelona Sant Adrià de Besòs. | Substituïda per la línia H10                                                                |
| 44    | Est. Sants <-> Olímpic Badalona           | Barcelona Badalona             | Substituïda per la línia H10                                                                |
| 56    | Collblanc <-> Besòs-Verneda               | Barcelona                      | Substituïda per la línia línia H12                                                          |
| 72    | Distr. Gran Via l'Hospitalet <-> Bonanova | Barcelona L'Hospitalet         | Substituïda per la línia V3                                                                 |
| 74    | Zona Universitària <-> Fabra i Puig       | Barcelona                      | Substituïda per la línia línia H6                                                           |
| 158   | Collblanc <-> Sant Just                   | Barcelona Sant Just Desvern    |                                                                                             |
| 165   | Prat Exprés                               | Barcelona El Prat de Llobregat | Substituïda per la línia X2                                                                 |
| 159   | Interior Ciutat Meridiana                 | Barcelona                      | Substituïda per la línia línia 83. Antigament es va anomenar línia 0, línia 602 o línia 400 |

### TUSGSAL

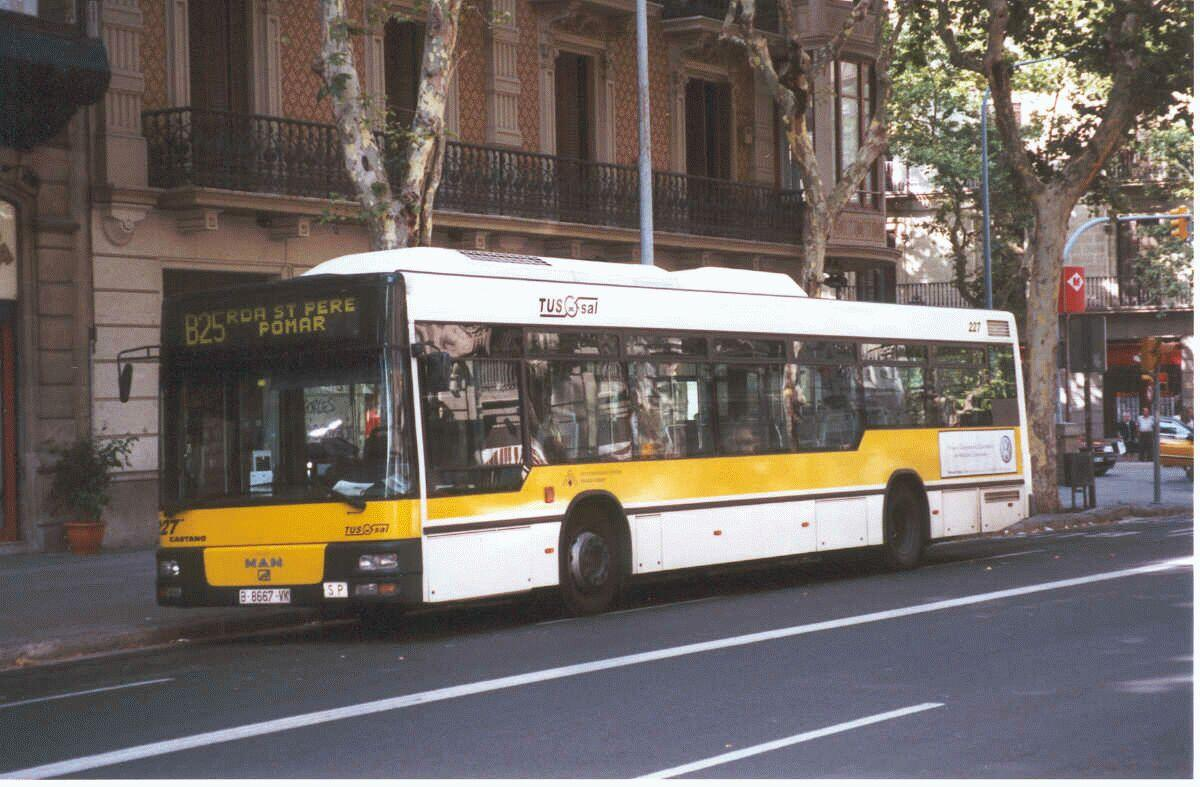
Autobús de la línia B25 operada per TUSGSAL

És l'operador d'autobusos privat més important de Catalunya amb una plantilla de més de 500 empleats i 42 línies regulars d'autobús (31 diürnes i 11 nocturnes). L'empresa gestiona la xarxa d'autobusos diürns de la zona del Barcelonès Nord i el servei nocturn d'autobusos de la major part de l'àrea metropolitana de Barcelona.

#### Línies diurnes
| Línia | Origen - Destinació                   | Ciutats proveïdes                              | Línia | Origen - Destinació                      | Ciutats proveïdes                              | Línia | Origen - Destinació                     | Ciutats proveïdes                                                        |
| ----- | ------------------------------------- | ---------------------------------------------- | ----- | ---------------------------------------- | ---------------------------------------------- | ----- | --------------------------------------- | ------------------------------------------------------------------------ |
| M1    | Metro Pep Ventura - Metro Fondo       | Santa Coloma de Gramenet i Badalona            | B2    | Manresà - Hospital Esperit Sant          | Badalona i Santa Coloma de Gramenet            | B3    | Llefià - Les Guixeres                   | Badalona                                                                 |
| B4    | Mas Ram - Montigalà                   | Badalona                                       | B5    | Hospital Esperit Sant - Estació Rodalies | Santa Coloma de Gramenet i Badalona            | M6    | Estació Rodalies - Hospital Can Ruti    | Badalona                                                                 |
| B7    | Pomar- Estació Rodalies               | Badalona i Sant Adrià de Besòs                 | B8    | Bonavista - Morera - Bufalà - Bonavista  | Badalona                                       | B9    | Bonavista - Morera - Bufalà - Bonavista | Badalona                                                                 |
| B12   | Pl. Lluís Company - Hospital Can Ruti | Montcada i Reixac Badalona                     | B14   | Can Franquesa - Estació Rodalies         | Santa Coloma de Gramenet i Sant Adrià de Besòs | B15   | Les Oliveres - Montigalà                | Santa Coloma de Gramenet i Badalona                                      |
| B18   | Can Peixauet - Pl. Lluís Companys     | Santa Coloma de Gramenet i Montcada i Reixac.  | M19   | H. Vall d'Hebron - H. Can Ruti           | Barcelona, Badalona i Santa Coloma de Gramenet | B20   | Rda. Sant Pere - Oliveres               | Barcelona, Santa Coloma de Gramenet i Sant Adrià de Besòs                |
| B21   | Besòs - Estació Rodalies              | Barcelona i Sant Adrià de Besòs                | B23   | Diagonal Mar - Montigalà                 | Barcelona, Badalona i Sant Adrià de Besòs      | B24   | Rda. Sant Pere - Hospital Can Ruti      | Barcelona i Badalona                                                     |
| B25   | Rda. Sant Pere - B. Pomar             | Barcelona i Badalona                           | M26   | Hospital Can Ruti - Estació Rodalies     | Badalona i Sant Adrià de Besòs                 | M27   | Oliveres - Centre                       | Santa Coloma de Gramenet i Badalona                                      |
| M28   | Estació Sant Andreu Comtal - Can Ruti | Barcelona, Santa Coloma de Gramenet i Badalona | B29   | Montigalà - Poliesportiu Municipal       | Badalona, Tiana i Montgat                      | M30   | Can Franquesa - Tiana                   | Santa Coloma de Gramenet, Sant Adrià de Besòs, Badalona, Tiana i Montgat |
| B34   | El Carmelità - Camí d'Alella          | Tiana i Montgat                                | B35   | Can Gaietà - Camí d'Alella               | Tiana i Montgat                                | B80   | Can Franquesa - Santa Eulàlia           | Santa Coloma de Gramenet i Badalona                                      |
| B81   | Can Franquesa - Hospital Esperit Sant | Santa Coloma de Gramenet                       | B82   | Plaça de la Vila - Recinte de Torribera  | Santa Coloma de Gramenet                       | B84   | Santa Rosa - Cementiri                  | Santa Coloma de Gramenet                                                 |
| E33   | Edith Llaurador - Can Ruti            | Tiana i Badalona                               |       |                                          |                                                |       |                                         |                                                                          |

#### Línies nocturnes
| Línia | Origen/Destí                                                        | Ciutats proveïdes                                       |
| ----- | ------------------------------------------------------------------- | ------------------------------------------------------- |
| N0    | Circular                                                            | Barcelona                                               |
| N1    | Zona Franca (Mercabarna) <-> Roquetes (Aiguablava)                  | Barcelona                                               |
| N2    | L'Hospitalet de Llobregat (Av. Carrilet) <-> Badalona (Via Augusta) | L'Hospitalet Barcelona Sant Adrià Santa Coloma Badalona |
| N3    | Collblanc (Camí Torre Melina) <-> Montcada i Reixac (Pl. Espanya)   | L'Hospitalet Barcelona Montcada i Reixac                |
| N4    | Carmel (Gran Vista) <-> Via Favència (Metro Canyelles)              | Barcelona                                               |
| N5    | Carmel (Gran Vista) <-> Pl. Catalunya (El Corte Inglés)             | Barcelona                                               |
| N6    | Barcelona (Roquetes) <-> Santa Coloma de G.(Oliveres)               | Barcelona Sant Adrià Santa Coloma                       |
| N7    | Pl. Llevant (Fòrum 2004) <-> Pl. Pedralbes                          | Barcelona                                               |
| N8    | Can Caralleu <-> Sta. Coloma de G. (Can Franquesa)                  | Barcelona Santa Coloma                                  |
| N9    | Pl. Portal de la Pau <-> Tiana (Edith Llaurador)                    | Barcelona Santa Coloma Badalona Montgat Tiana           |
| N11   | Pl. Catalunya (FNAC) <-> Badalona (Hospital de Cam Ruti)            | Barcelona Santa Coloma Badalona                         |

### Avanza Baix

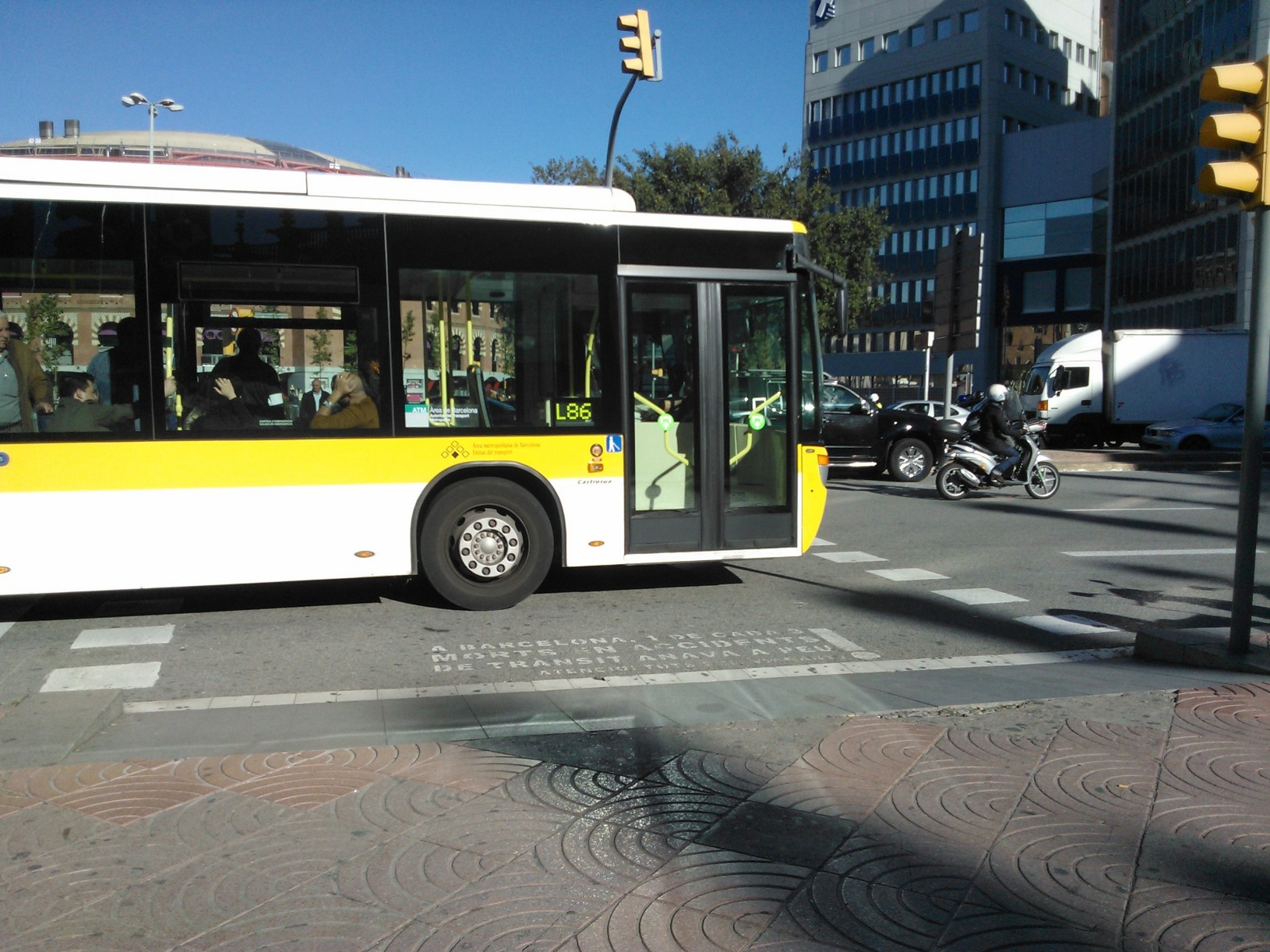
Autobús de la línia L86 operada per Mohn a la plaça d'Espanya

| Any 2011                 |       |
| ------------------------ | ----- |
| Línies                   | 23    |
| Longitud xarxa (km)      | 405'0 |
| Flota                    | 129   |
| Edat mitjana flota       | 4'8   |
| Km recorreguts (milions) | 9'6   |
| Viatgers (milions)       | 16'9  |
| Dif. any anterior        | 5'1%  |
| Recaptació (M€)          | 8'96  |

#### Línies diürnes
| Línia | Origen/Destí                                                     | Ciutats proveïdes                                        | Línia | Origen/Destí                                                                  | Ciutats proveïdes                                           |
| ----- | ---------------------------------------------------------------- | -------------------------------------------------------- | ----- | ----------------------------------------------------------------------------- | ----------------------------------------------------------- |
| CF1   | Les Botigues <-> Agustina d'Aragó                                | Castelldefels Sitges                                     | L86   | Pl. Espanya <-> Ca Palmer                                                     | Barcelona L'Hospitalet Cornellà Sant Boi El Prat Viladecans |
| Ga1   | Platja de la Pineda <-> Pl. La Sentiu                            | Gavà Castelldefels Viladecans                            | L87   | Pl. Espanya <-> Ca Palmer                                                     | Barcelona L'Hospitalet Cornellà Sant Boi El Prat Viladecans |
| VB1   | Pl. de l'Estació <-> Can Guardiola                               | Viladecans                                               | L88   | Pl. de l'Estació <-> La Rodera                                                | Viladecans Sant Climent                                     |
| VB2   | Pl. de l'Estació <-> Can Palmer                                  | Viladecans                                               | L94   | Rda. Universitat-Pl. Catalunya <-> Pg. Marítim-Port Ginesta                   | Barcelona L'Hospitalet El Prat Gavà Castelldefels Sitges    |
| VB4   | Av. Josep Tarradellas-CAP Maria Bernades <-> Platja de la Murtra | Viladecans                                               |       |                                                                               |                                                             |
| L80   | Pl. Espanya <-> Can Tries-Riera de Sant Llorenç                  | Barcelona L'Hospitalet El Prat Sant Boi Viladecans Gavà  | L95   | Rda. Universitat-Pl. Catalunya <-> Carles Riba - Av. del Poal                 | Barcelona L'Hospitalet El Prat Gavà Castelldefels           |
| L81   | Pl. Espanya <-> Can Tries-Riera de Sant Llorenç                  | Barcelona L'Hospitalet El Prat Sant Boi Viladecans Gavà  | L96   | Av. Maria Girona-Josep Torras i Bages <-> Av. dels Eucaliptus-Av. de Bellamar | Sant Boi Viladecans Gavà Castelldefels                      |
| L82   | Ciutat de la Justícia <-> Av. Joan Carles I-Av. l'Eramprunyà     | L'Hospitalet Cornellà Sant Boi Viladecans Gavà           | L97   | Pl. Reina Maria Cristina <-> Av. dels Eucaliptus-Av. de Bellamar              | Barcelona Sant Boi Viladecans Gavà Castelldefels            |
| L85   | Ciutat de la Justícia <-> Av. Joan Carles I-Av. l'Eramprunyà     | L'Hospitalet Cornellà Esplugues Sant Boi Viladecans Gavà | L85   | Aeroport-Aparcaments empleats T1 <-> Santiago Rusiñol-Doctor Trueta           | El Prat Sant Boi Viladecans Gavà Castelldefels              |

#### Línies nocturnes
| Línia | Origen/Destí                                                               | Ciutats proveïdes                                                                                   |
| ----- | -------------------------------------------------------------------------- | --------------------------------------------------------------------------------------------------- |
| N12   | Pg. Colom <-> Ctra. Laureà Mirò                                            | Barcelona, Esplugas de Ll., Sant Justo Desvern, Sant Joan D. i Sant Feliu de Ll.                    |
| N13   | Pl. Catalunya <-> Parc Sanitari Sant Joan de Déu                           | Barcelona, Hospitalet de Ll., Cornellà i Sant Baudilio                                              |
| N14   | Rda. Universitat - Pl. Catalunya <-> Santiago Rusiñol - Doctor Trueta      | Barcelona, Hospitalet de Ll., Esplugas de Ll., Cornellà, Sant Boi, Viladecans, Gavá i Castelldefels |
| N15   | Pg. Colom - Cap. General <-> Torreblanca - Av. Generalitat                 | Barcelona, Hospitalet de Ll., Esplugas de Ll., Cornellà i Sant Joan D.                              |
| N16   | Rda. Universitat - Pl. Catalunya <-> Av. dels Eucaliptus - Av. de Bellamar | Barcelona, Hospitalet de Ll., El Prat, Sant Boi, Viladecans, Gavá i Castelldefels                   |
| N17   | Ronda Universitat - Pl. de Catalunya <-> Terminal Aeroport T1              | Barcelona, Hospitalet de Ll. i El Prat                                                              |

### Soler i Sauret
| Any 2011                 |      |
| ------------------------ | ---- |
| Línies                   | 7    |
| Longitud xarxa (km)      | 40,0 |
| Flota                    | 15   |
| Edat mitjana flota       | 6,0  |
| Km recorreguts (milions) | 0,8  |
| Viatgers (milions)       | 1'6  |
| Dif. any anterior        | 3'4% |
| Recaptació (M€)          | 0'59 |

#### Línies
| Línia | Origen/Destí                                                  | Ciutats proveïdes                               | Línia | Origen/Destí                                                                   | Ciutats proveïdes                                  |
| ----- | ------------------------------------------------------------- | ----------------------------------------------- | ----- | ------------------------------------------------------------------------------ | -------------------------------------------------- |
| SF1   | Pl. Estació -> Pl. Estació                                    | Sant Feliu de Ll.                               | L51   | Buenos Aires-Av. Sarrià -> San Feliu-> Buenos Aires-Av. Sarrià                 | Barcelona, Esplugas de Ll. i Sant Justo Desvern    |
| SF2   | Pl. Estació -> Pl. Estació                                    | Sant Feliu de Ll.                               | JM    | Pl. Montfalcone <-> Av. de l'Exèrcit-Gonzàlez Taules                           | Barcelona, Esplugas de Ll. i Sant Justo Desvern    |
| EP1   | Esplugues de Llobregat (La Miranda -> Hosp. Sant Joan de Déu) | Barcelona, Esplugas de Ll. i Sant Justo Desvern | JT    | Av. Baix Llobregat-Hospital Comarcal M. Broggi <-> Lourdes-Ntra. Sra. de Lorda | Sant Joan D., Espluges de Ll. i Sant Justo Desvern |
| EP2   | Línia EP2 de Soler i Sauret                                   | Espluges de Ll. i Sant Just Desvern             |       |                                                                                |                                                    |

### Moventis (Abans Rosanbus SL, Transports Ciutat Comtal)
| Any 2011                 |       |
| ------------------------ | ----- |
| Línies                   | 10    |
| Longitud xarxa (km)      | 103'0 |
| Flota                    | 59    |
| Edat mitjana flota       | 4'9   |
| Km recorreguts (milions) | 3'4   |
| Viatgers (milions)       | 10'6  |
| Dif. any anterior        | 8'6%  |
| Recaptació (M€)          | 4'84  |

#### Línies
| Línia | Origen/Destí                                 | Ciutats proveïdes                              | Línia | Origen/Destí                                                                          | Ciutats proveïdes                                                                                       |
| ----- | -------------------------------------------- | ---------------------------------------------- | ----- | ------------------------------------------------------------------------------------- | --- |
| LH1   | Tanatori <-> Hospital Duren i Reynals        | Hospitalet de Ll.                              | L20   | Sant Cosme-Av. Onze de Setembre <-> Jaume Balmes-Consell Comarcal                     | Barcelona, Hospitalet de Ll., Sant Feliu de Ll., Esplugas de Ll. Cornellà, El Prat i Sant Justo Desvern |
| LH2   | Tanatori <-> Hospital Duren i Reynals        | Barcelona, Hospitalet de Ll. i Esplugas de Ll. | M12   | Gran Via Carles III-Av Diagonal <-> Pl. Joan Miró-Centre comercial                    | Barcelona, Hospitalet de Ll. i Cornellà                                                                 |
| PR1   | Aeroport-T1 <-> Aeroport-T2-AB               | El Prat                                        | M14   | Rbla. Marina-Mercat de Bellvitge <-> Flos i Calcat-Sarasate                           | Barcelona i Hospitalet de Ll.                                                                           |
| PR2   | Estació Renfe <-> Riu Llobregat-Sant Cosme   | El Prat                                        | L16   | Av. Tomás Giménez-Pubilla Casis <-> Mineria-Zona Franca                               | Barcelona i Hospitalet de Ll.                                                                           |
| PR3   | Estació de Renfe <-> Platja del Prat-Mirador | El Prat                                        | CJ    | Pl. Països Catalans-Estació de Sants <-> Ciutat de la Justícia-Av. Carrilet/Escultura | Barcelona i Hospitalet de Ll.                                                                           |

| Línia | Origen/Destí                                 | Ciutats proveïdes      |
| ----- | -------------------------------------------- | ---------------------- |
| 88    | Paral·lel <-> Port-ZAL                       | Barcelona              |
| 89    | Paral·lel <-> Cal Truco                      | Barcelona              |
| T2A   | Plaça Catalunya <–> Tibidabo                 | Barcelona              |
| T2B   | Sant Genís <–> Vall d'Hebron <–> Tibidabo    | Barcelona              |
| T2C   | Valldoreix <-> Sant Cugat <-> Tibidabo       | Barcelona i Sant Cugat |
| PR4   | Estació Renfe -> Av. dels Ports d'Europa-ZAL | Barcelona i El Prat    |

### Oliveras, SL
| Any 2011                 |       |
| ------------------------ | ----- |
| Línies                   | 13    |
| Longitud xarxa (km)      | 138,0 |
| Flota                    | 56    |
| Edat mitjana flota       | 4,6   |
| Km recorreguts (milions) | 4,0   |
| Viatgers (milions)       | 7'9   |
| Dif. any anterior        | 10'8% |
| Recaptació (M€)          | 3'54  |

#### Línies
| Línia | Origen/Destí                              | Ciutats proveïdes                                                | Línia | Origen/Destí                                     | Ciutats proveïdes                                     |
| ----- | ----------------------------------------- | ---------------------------------------------------------------- | ----- | ------------------------------------------------ | ----------------------------------------------------- |
| SB1   | Camps Blancs <-> Molí Nou                 | Sant Boi                                                         | L74   | Pl. Forces Armades <-> Av. República Argentina   | Cornellà i Sant Boi                                   |
| SB2   | Estació FGC <-> Camps Blancs              | Sant Boi                                                         | L75   | Av. República Argentina <-> Pl. Forces Armades   | Cornellà, Esplugues de Ll. i Sant Boi                 |
| SB3   | Tanatori <-> Marianao                     | Sant Boi                                                         | L76   | Parc Sanitari St. Joan de Déu <-> Urb. Cesalpina | Sant Boi, Santa Coloma de Cervelló i Torrelles de Ll. |
| L46   | Av. Salvador Allèn <-> Tudona-Pl. Parador | Cornellà, Esplugues de Ll., Sant Joan Despí i Sant Just Desvern  | L77   | Hospital Comarcal M. Broggi <-> Aeroport T1      | El Prat, Cornellà, Sant Boi i Sant Joan Despí         |
| L52   | Ciutat de la Justícia <-> Sant Feliu      | Hospitalet de Ll., Cornellà, Sant Feliu de Ll. i Sant Joan Despí | L78   | Sant Boi <-> El Prat                             | El Prat i Sant Boi                                    |
| L70   | Pl. Espanya <-> Ciutat Cooperativa        | Barcelona, Hospitalet de Ll., El Prat i Sant Boi                 | L79   | Av. Diagonal-L'Illa <-> Pablo Picasso            | Barcelona, Sant Joan Despí i Sant Baudilio            |
| L72   | Pl. Espanya <-> Ciutat Cooperativa        | Barcelona, Hospitalet de Ll., El Prat i Sant Boi                 |       |                                                  |                                                       |

### Sagalés
L'empresa Sagalés és l'operadora de l'Autobús de Nou Barris, districte de Barcelona que opera 4 línies que formen la xarxa de Bus Nou Barris.
| Any 2011                 |      |
| ------------------------ | ---- |
| Línies                   | 4    |
| Longitud xarxa (km)      | 26'5 |
| Flota                    | 5    |
| Edat mitjana flota       | 7'0  |
| Km recorreguts (milions) | 0'4  |
| Viatgers (milions)       | 0'5  |
| Dif. any anterior        | 5'0% |
| Recaptació (M€)          | 0'16 |

#### Línies
| Línia | Origen/Destí                                  | Ciutats proveïdes |
| ----- | --------------------------------------------- | ----------------- |
| 80    | Pl. Llucmajor <-> Vallbona (per Via Júlia)    | Barcelona         |
| 81    | Pl. Llucmajor <-> Vallbona (per Les Roquetes) | Barcelona         |
| 82    | Pl. Virrei Amat <-> Torre Baró                | Barcelona         |
| 83    | Ciutat Meridiana <-> Torre Baró-Vallbona      | Barcelona         |

### Monbus
| Any 2011                 |        |
| ------------------------ | ------ |
| Línies                   | 2      |
| Longitud xarxa (km)      | 9'0    |
| Flota                    | 9      |
| Edat mitjana flota       | 2'8    |
| Km recorreguts (milions) | 0'4    |
| Viatgers (milions)       | 1'9    |
| Dif. any anterior        | -16'5% |
| Recaptació (M€)          | 0'70   |

#### Línies
| Línia | Origen/Destí                  | Ciutats proveïdes |
| ----- | ----------------------------- | ----------------- |
| 86    | Tajo <-> Calderón de la Barca | Barcelona         |
| 87    | Trav. Gràcia <-> Pg. Maragall | Barcelona         |